# Route nationale 42 (Madagascar)
Pour les articles homonymes, voir Route nationale 42.
La route nationale 42 (N 42) est une route nationale s'étendant de Fianarantsoa jusqu'à Ikalamavony à Madagascar.

## Description
La route nationale 42 parcourt 98 km dans la région de Haute Matsiatra.

## Parcours
De l'est au nord-ouest:
- Fianarantsoa  - (croisement de la N 7 )
- Isorana
- Ikalamavony